# Stazione di Nagayama (Tokyo)

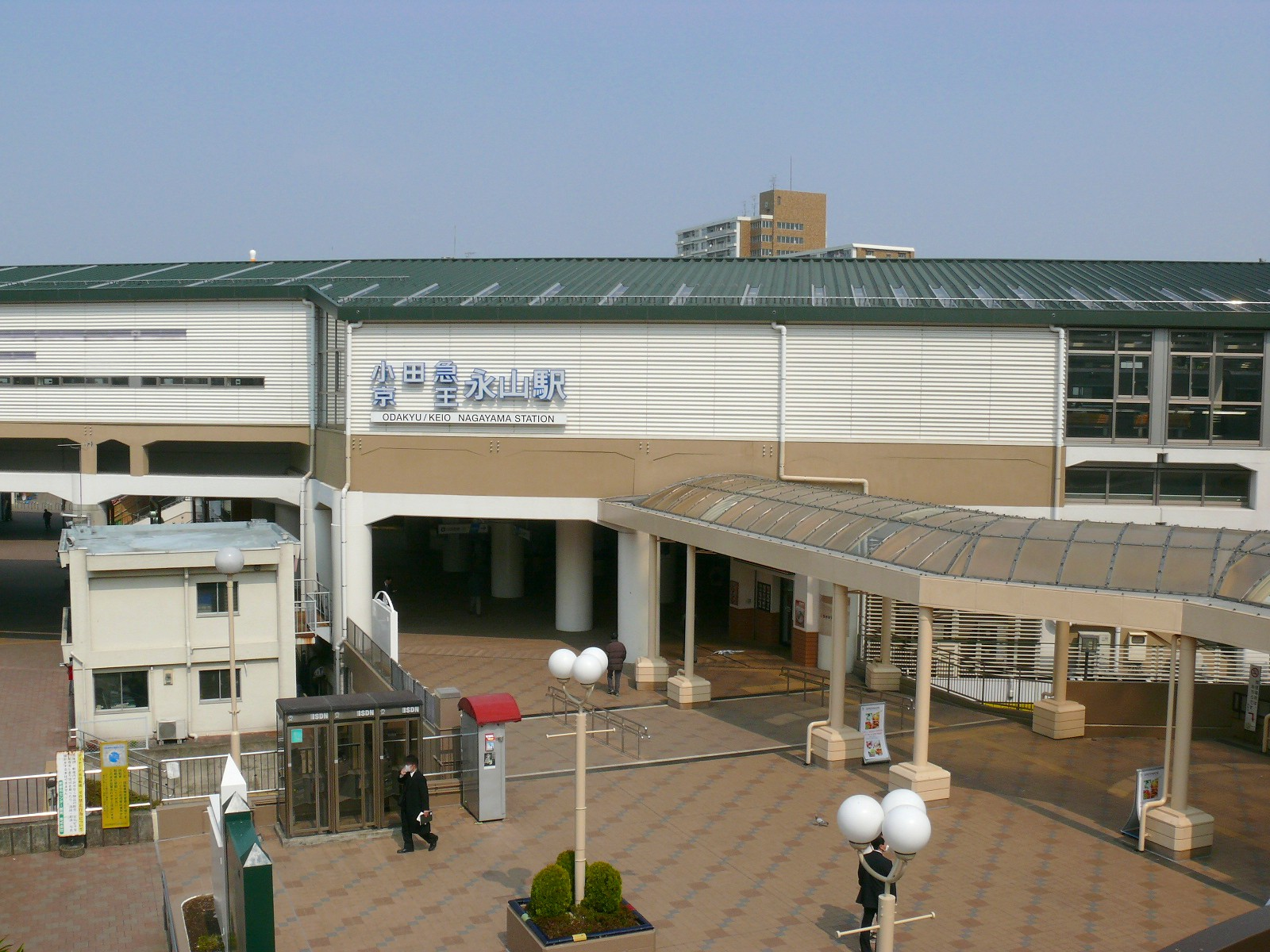
La stazione Odakyū

La stazione di Nagayama (永山駅?, Nagayama-eki) è un complesso che include di fatto due stazioni, Keiō Nagayama (京王永山駅?, Keiō Nagayama-eki), servente la linea Keiō Sagamihara della Keiō Corporation, e la stazione di Odakyū-Nagayama (小田急永山駅?, Odakyū Nagayama-eki), sulla linea Odakyū Tama delle Ferrovie Odakyū. La stazione si trova nella città di Tama, conurbata con Tokyo in Giappone.

## Linee
Keiō Corporation
● Linea Keiō Sagamihara
 Ferrovie Odakyū
● Linea Odakyū Tama

## Struttura
La stazione è costituita da due fabbricati viaggiatori, divisi in base all'operatore, ma praticamente integrati in un unico corpo di fabbrica sopraelevato, rappresentando quindi un comodo interscambio.

### Stazione Keiō
La stazione è realizzata su viadotto, con due binari passanti e due marciapiedi lunghi 210 metri dotati di sale d'attesa climatizzate. Essendo il terreno circostante ondulato, il lato orientale della stazione si trova al livello del terreno. 
Il mezzanino si trova al piano inferiore, collegato ai binari da scale fisse, mobili e ascensori.
| 1 | ● Linea Keiō Sagamihara |  | per Keiō-Tama-Center e Hashimoto                                      |
| 2 | ● Linea Keiō Sagamihara |  | per Keiō-Yomiuri-Land, Inadazutsumi, Chōfu, Shunjuku e linea Shinjuku |

### Stazione Odakyū
Anche la stazione Odakyū è realizzata su viadotto, con due binari passanti e due marciapiedi in grado di ospitare treni da 10 casse, dotati di sale d'attesa climatizzate. Il mezzanino si trova al piano inferiore, collegato ai binari da scale fisse, e ascensori. Le pensiline inoltre sono coperte da pannelli solari, che contribuiscono ad alimentare la stazione.
| 1 | ● Linea Odakyū Tama    |  | per Tama-Center e Karakida                   |
| 2 | ● Linea Odakyū Odawara |  | per Shin-Yurigaoka, Shunjuku e linea Chiyoda |

## Stazioni adiacenti
| «                     | Servizio                                         | »                  |
| Linea Odakyū Tama     | Linea Odakyū Tama                                | Linea Odakyū Tama  |
| --------------------- | ------------------------------------------------ | ------------------ |
| Haruhino              | Locale Semiesp. sez. Semiespresso                | Odakyū-Tama-Center |
| Kurihira              | Espresso Tama Espresso                           | Odakyū-Tama-Center |
| Linea Keiō Sagamihara |                                                  |                    |
| Aobadai               | Locale Rapido Semiespresso                       | Keiō-Tama-Center   |
| Keiō-Inadazutsumi     | Espresso speciale Semiespresso speciale Espresso | Keiō-Tama-Center   |